# Nabucco
Nabucco (skrót od Nabucodonosor - pol. Nabuchodonozor) – opera w czterech aktach Giuseppe Verdiego; prapremiera opery odbyła się 9 marca 1842 w Mediolanie, w Teatro alla Scala.
Twórca libretta Temistocle Solera umieścił akcję w Jerozolimie i Babilonie około roku 587 p.n.e. Tytułowy Nabuchodonozor podbija Judeę. Perypetie sercowe córek króla i walki stronnictw dworskich o wpływy są tłem dla przedstawienia wydarzeń będących początkiem „niewoli babilońskiej” Żydów. Mediolańska publiczność, rozemocjonowana dodatkowo wspaniałą, momentami podniosłą muzyką, odniosła opowiadaną historię do ówczesnej sytuacji politycznej panującej we Włoszech. Burzliwe demonstracje na ulicach miasta spowodowały, że okupacyjne władze austriackie zakazały wystawiania opery na kontrolowanych przez siebie terenach.
Nabucco był trzecią operą Verdiego. Pierwszą jednak, która przyniosła mu sławę i postawiła od razu w gronie najbardziej znanych kompozytorów. Kolejne sztuki operowe i inne dzieła muzyczne tego kompozytora przyćmiły nieco pamięć o Nabuchodonozorze w następnych latach. Współcześnie znajduje się ona w repertuarze prawie każdego teatru operowego. Va, pensiero – wzniosła pieśń Żydów (chór niewolników) z trzeciego aktu stała się nieoficjalnym hymnem Włoch  i jest prawie zawsze bisowana .
Zmarłego w 1901 roku kompozytora żegnało 300 000 mieszkańców Mediolanu w asyście dziewięciusetosobowego chóru, wykonującego Va pensiero.